# Supercoppa italiana 1997 (pallacanestro maschile)
La Supercoppa italiana 1997 fu la 3ª supercoppa italiana di pallacanestro maschile. Anche nota come Trofeo Bostik, fu vinta da Pall. Treviso contro la Virtus Bologna.
Il trofeo fu assegnato in una gara unica al PalaVerde di Villorba (TV) il 14 settembre 1997. Le partecipanti furono i campioni d'Italia in carica della Benetton Treviso, e Kinder Bologna, vincitrice della Coppa Italia.
Per la prima volta la formazione della Benetton Treviso si aggiudica il trofeo, con il risultato finale di 78-58. Il titolo di MVP dell'incontro è stato assegnato al giocatore della Benetton Treviso Denis Marconato.

## Tabellino
| Arbitri: | Zanchella Lamonica (Pescara) |

|              |            |                                |
| Williams 28  | Punti      | 16 Danilović                   |
| Bonora 8     | Assist     | 3 Danilović                    |
| Marconato 10 | Rimbalzi   | 3 Amaechi, Frosini, Sconochini |
| Obradović    | Allenatori | Messina                        |